# 布朗日 (索恩-卢瓦尔省)
布朗日（法語：Branges，法語發音：[bʁɑ̃ʒ]）是法国索恩-卢瓦尔省的一个市镇，属于卢昂区。

## 地理
布朗日（46°38'42"N, 5°10'28"E）面积24.59 平方千米，位于法国勃艮第-弗朗什-孔泰大區索恩-卢瓦尔省，该省份为法国中部省份，北起顺时针与科多尔省、汝拉省、安省、罗讷省、卢瓦尔省、阿列省和涅夫勒省接壤。
与布朗日接壤的市镇（或旧市镇、城区）包括：瑞夫、卢昂、蒙特雷、塞耶河畔萨维尼、索尔奈、万塞勒。

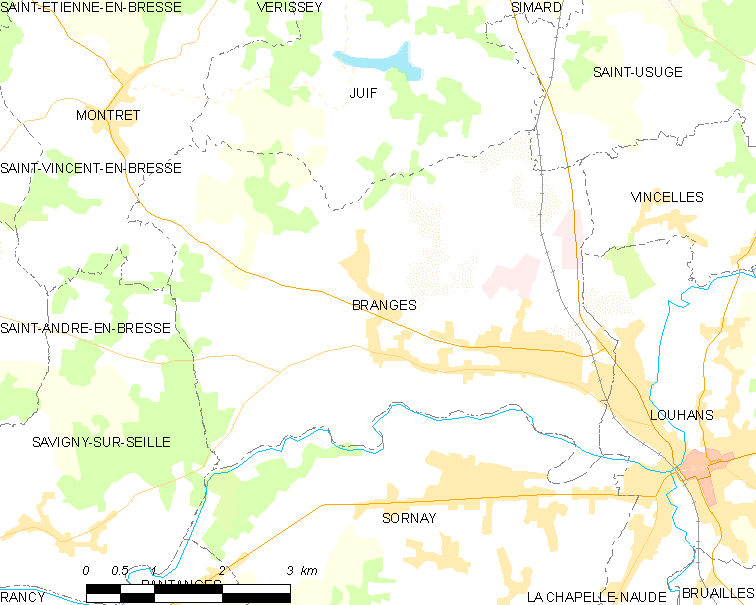
的OSM定位图

布朗日的时区为UTC+01:00、UTC+02:00（夏令时）。

## 行政
布朗日的邮政编码为71500，INSEE市镇编码为71056。

## 政治
布朗日所属的省级选区为卢昂县。

## 人口

1962-2008年间人口变化图示

布朗日于2022年1月1日时的人口数量为2372人。